# Yoshihiro Tatsumi
Yoshihiro Tatsumi (10 de junio de 1935 - 7 de marzo de 2015) fue un dibujante, historietista y mangaka japonés. Se le acredita generalmente el comienzo de la vertiente artística japonesa conocida como gekiga, un estilo de historieta alternativo en Japón, habiendo igualmente acuñado el término en 1957.
Sus trabajos han sido traducidos a varios idiomas. La editorial canadiense Drawn and Quarterly ha emprendido un proyecto para publicar un compendio de su trabajo más sobresaliente de cada año (comenzando desde 1969), en una publicación editada por el historietista estadounidense Adrian Tomine. Se le conoce además por su participación en la revista de manga alternativo y experimental, Garo. En 2011 una de sus historias se adaptó para la pantalla grande.
Falleció el 7 de marzo de 2015, a los 79 años de edad.

### Idioma español
En español, su trabajo fue dado a conocer a principios de los ochenta en la revista El Víbora, donde se publicaron muchas de sus historietas cortas que posteriormente serían recogidas en álbumes.
- 1984,  Qué triste es la vida y otras historias - (Ediciones La Cúpula)
- 2004, Infierno - (Ediciones La Cúpula)
- 2004,  Goodbye - (Ediciones La Cúpula)
- 2004, Venga, Saca Las Joyas - (Ponent Mon)
- 2004, La Gran Revelación - (Ponent Mon)
- 2006, Mujeres - (Ediciones La Cúpula)
- 2009, Una vida errante (volúmenes 1 y 2, Astiberri)
- 2018, Pescadores de medianoche (Gallo Nero Ediciones)
- 2020, Tatsumi (Satori Ediciones)

### Idioma inglés
- 1988, Good-Bye and other stories, (Catalan Communications)
- 2005, The Push Man and other stories, (Drawn and Quarterly)
- 2005,  Goodbye, (Public Square Books)
- 2005, Inferno,(Public Square Books)

### Idioma francés
- 2004, Coups d'éclat, (Vertige Graphic)
- 2004, Les larmes de la bête, (Vertige Graphic)
- 2004, Good Bye, (Vertige Graphic)

### Idioma sueco
Unas pocas historias cortas de Tatsumi fueron publicadas en los años 1980 en la antología Pox, publicada por RSR Epix.
- Hundkojan - (La casa del perro)
- På lek - (Por diversión)
- Teleskopet - (El telescopio)

## Premios
- 2006, Premio Inkpot
- 2007, Premio Harvey
- 2010, Premio Eisner
- 2016, Premio Eisner. Uno de sus trabajos formó parte de la antología Drawn & Quarterly: Twenty-Five Years of Contemporary Cartooning, Comics, and Graphic Novels de la editorial Drawn & Quarterly, ganando el premio a la "Mejor Antología".[3]